# Trietanolamina
La trietanolamina, 2,2´,2´´-nitrilotrietanol o trihidroxietilamina (frecuentemente abreviada como TEA o trieta en el mercado de productos químicos) es un compuesto químico orgánico formado, principalmente, por una amina terciaria y tres grupos hidróxilos;su fórmula química es C6H15NO3. Como otras aminas, la trietanolamina actúa como una base química débil debido al par solitario de electrones en el átomo de nitrógeno.
Se presenta como un líquido viscoso (aunque cuando es impuro puede presentarse como un sólido, dependiendo de la temperatura), límpido, de color amarillo pálido o incoloro, poco higroscópico y volátil, totalmente soluble en agua y miscible con la mayoría de los solventes orgánicos oxigenados. Posee un olor amoniacal suave.

## Obtención
Es resultante de la reacción de óxido de etileno con amoníaco en solución acuosa; la reacción también produce monoetanolamina y dietanolamina. La relación de los productos puede controlarse cambiando la estequiometría de los reactantes.

## Aplicaciones
Este producto químico se utiliza para ajustar el pH en preparaciones cosméticas, de higiene y en productos de limpieza. Entre los productos cosméticos y de higiene en el cual es usado con este fin se incluyen lociones para la piel, geles para los ojos, geles hidroalcohólicos, hidratantes, champús, espumas para afeitar, etc.
Como cualquier amina, tiene potencial para producir nitrosaminas, pero dadas las bajas concentraciones usadas en productos cosméticos, las opciones de que esto ocurra son muy pequeñas y deben sumarse a que teóricamente las nitrosaminas no pueden penetrar la piel.
Similarmente al sodio y al amonio, puede ser usado como base saponificadora en la fabricación de tensoactivos para diversas aplicaciones, como el lauril sulfato de trietanolamina y el lauril éter sulfato de trietanolamina, menos agresivos que los similares de sodio y de amonio, y por lo tanto, utilizables en shampoo y acondicionadores suaves e infantiles, por causar menos irritación en los ojos y en la piel, especialmente del cuero cabelludo.

Reacción del óxido de etileno con amonio.

## Observaciones legales
Es listado en el Esquema 3, parte B de la Chemical Weapons Convention como producto a ser usado en la fabricación de mostaza de nitrógeno, producto similar al gas mostaza, de aplicación prohibida militar.
Por esta razón, su comercialización en Brasil es controlada por las fuerzas armadas.
En Costa Rica esta sustancia (entre otras) es regulada por la Autoridad Nacional para las Armas Químicas, ente coordinado por el Ministerio de Salud, para la implementación de la Convención para la Prohibición de las Armas Químicas.
En México es regulada por la COFEPRIS.